# Wildberries
Wildberries (Ва́йлдберриз, Уа́йлдберрис, Ва́йлдберрис; дословно — «Дикие ягоды») — российский маркетплейс. Основан в 2004 году Владиславом и Татьяной Бакальчук.
Работает в России, Беларуси, Казахстане, Кыргызстане, Армении, Турции, Узбекистане, Азербайджане и Грузии. Крупнейший по обороту интернет-магазин России в 2016—2023 годах. На начало 2024 года сервис занимал 47 % от доли всех маркетплейсов в стране.
В июне 2024 года компания объявила о слиянии с крупнейшим в России оператором рекламы Russ. В объединённом юрлице доли Wildberries и Russ составили 65 % на 35 %.

## История

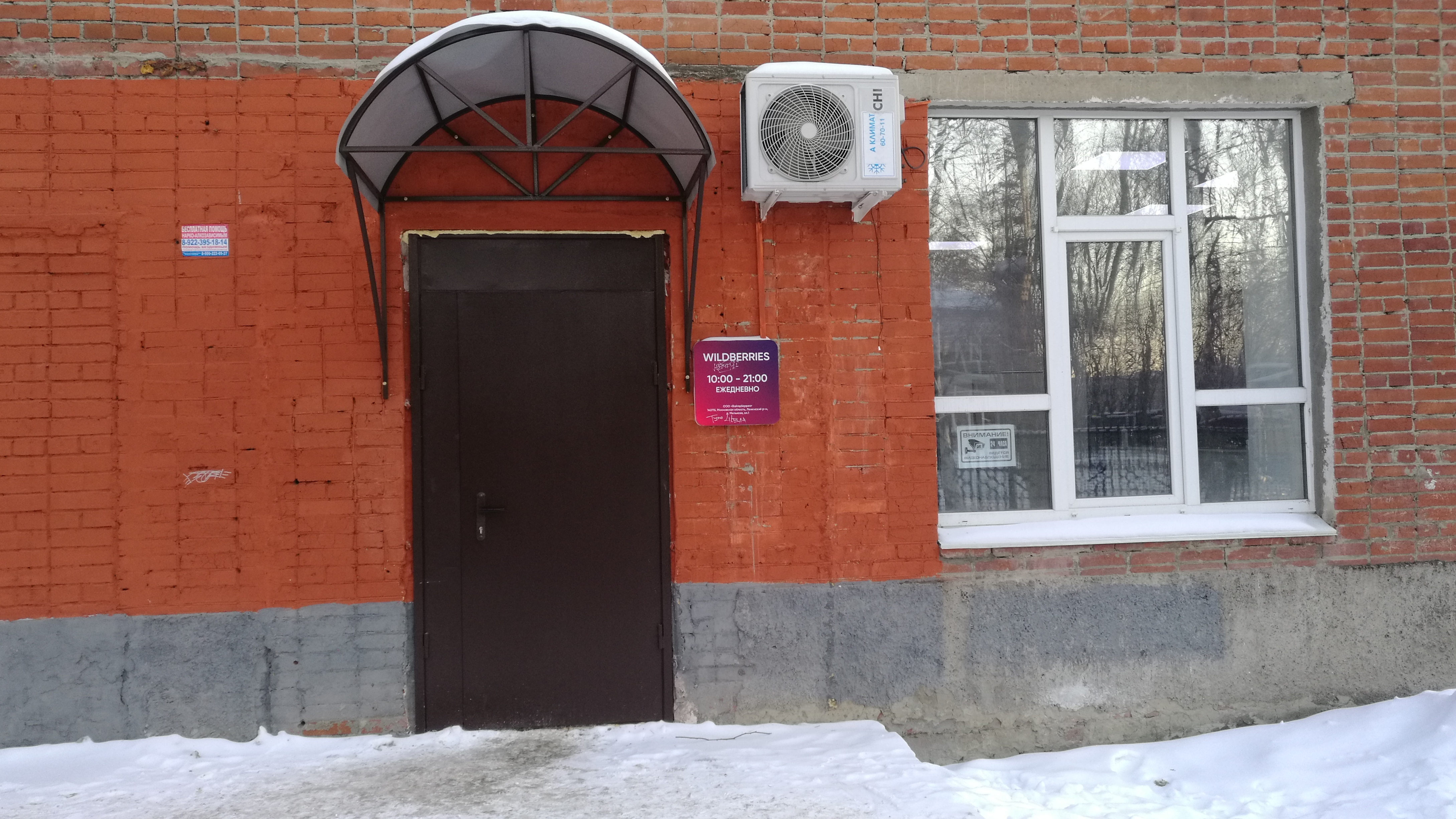
Пункт выдачи заказов в Тюмени

### Создание компании
Интернет-магазин основан в 2004 году супругами Владиславом и Татьяной Бакальчук. В середине 2000-х к проекту присоединился Сергей Ануфриев, который предложил Бакальчукам купить крупную партию вещей Adidas, от которой до этого отказались несколько оптовых покупателей. Около года вещи Adidas составляли основу ассортимента.

### 2010-е годы
В 2012 году СМИ представляли Ануфриева совладельцем Wildberries. Ануфриев выстраивал службу безопасности Wildberries, а также участвовал в проблемных переговорах с партнёрами.
В 2012 году Wildberries вышел на рынок Беларуси.
В 2014 году Wildberries начала принимать заказы и осуществлять доставку в Казахстан.
Компания перешла на комиссионную модель, отказалась от самостоятельной закупки товаров. Большую часть ассортимента на сайт добавляют сами поставщики. По такой модели работает Amazon.
По итогам 2015 года Wildberries стал самым популярным у россиян отечественным интернет-магазином.
В первом полугодии 2016 года Wildberries вышел на первое место по онлайн-продажам среди компаний РФ (интернет-магазинов и офлайн-сетей), что связывали с ростом числа собственных пунктов самовывоза. Продажи интернет-магазина за весь 2016 год оценивались в 45,6 млрд рублей.
В 2016 году компания построила первый собственный склад, выкупив 25 га в индустриальном парке «Коледино» в Подольском районе Московской области. Эксперты оценивали сделку в 375 млн рублей и стоимость строительства склада площадью 135 тысяч м² в 3,5 млрд рублей.

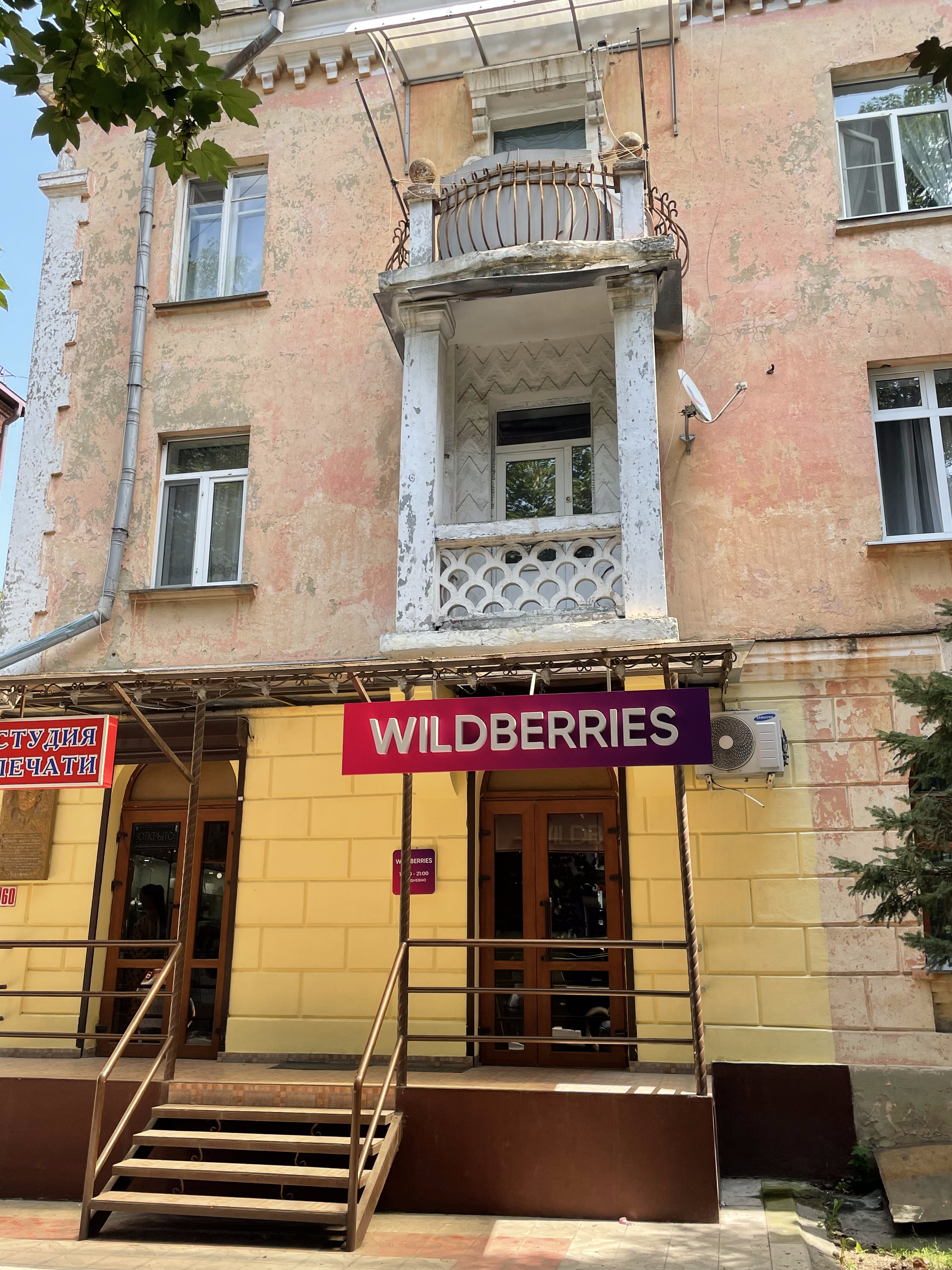
Пункт выдачи во Владикавказе

В сентябре 2017 года под Подольском началось строительство нового распределительного центра компании, крупнейшего в РФ (на 145 тысяч м2).
В 2018 году интернет-магазин начал продажу продуктов питания. Тогда же российский Forbes в очередном рейтинге самых дорогих компаний Рунета вновь определил ООО «Вайлдберриз» на четвёртое место, оценив его капитал в $ 602 млн. По данным компании, в 2018 году оборот Wildberries вырос на 72 % до 118,7 млрд рублей.
В 2019 году Wildberries вновь занял четвёртое место в рейтинге самых дорогих компаний Рунета, опубликованном на страницах журнала Forbes. Стоимость компании в 2019 году, по оценкам экспертов, составила 1,2 миллиарда долларов. Американский журнал Forbes в 2019 году включил основателя компании Татьяну Бакальчук в рейтинг «Топ-10 наиболее заметных новых миллиардеров — 2019». С 1 марта 2019 года Wildberries стал эксклюзивным онлайн-продавцом новых коллекций голландского бренда Mexx.
В 2019 году признан крупнейшим торговцем мод России.
До конца 2019 года Татьяна Бакальчук была единственной владелицей Wildberries, но 31 декабря 2019 года она передала мужу 1 % компании.

### 2020-е годы
В ноябре 2020 года после акции «Чёрная пятница» в компании снова начались массовые сокращения в ИТ-секторе. По словам сотрудников, их вынуждали увольняться одним днём без каких-либо выплат. Компания отрицает наличие любых проблем.
В январе 2021 года стало известно, что Wildberries начал работу в Германии. Это десятая страна присутствия Wildberries — в 2019 году маркетплейс запустился в Польше, Словакии, Украине и Израиле. В июне 2021 года сервис запустил возможность покупки на сайте в рассрочку или в кредит. В 2021 году журнал Forbes составил рейтинг самых богатых семейных кланов в России, первую строчку в котором заняли Татьяна и Владислав Бакальчуки, совместно владеющие интернет-магазином Wildberries. По данным издания, их имущество оценивается в 13,1 миллиарда долларов.
В мае 2022 года магазин ввёл платный возврат всех заказов для россиян. 11 июня 2022 года Wildberries стал техническим партнёром и поставщиком спортивной экипировки для всех команд футбольного клуба «Крылья Советов», в июле для «Спартака» (Москва), а в августе для «Зенита» (СПб). В октябре 2022 года маркетплейс ввёл невозвращаемый «гарантийный взнос» за регистрацию для новых продавцов в размере 30 000 рублей, ранее данный взнос составлял 10 000 рублей.
Декабрь 2022 года ознаменовался рядом резонансных скандалов, связанных с введением и применением крупных штрафов в отношении продавцов со стороны площадки Wildberries. Протестующие против односторонних штрафов продавцы инициировали групповое обращение в ФАС и явились в офис компании, требуя переговоров с маркетплейсом. По итогам встреч с контактной группой, маркетплейсом был отменён ряд штрафов, исчисляемых десятками миллионов рублей, что затронуло сотни предпринимателей. Урегулирование ситуации состоялось при участии Федеральной антимонопольной службы, результатом чего стал ряд мер по усовершенстованию работы маркетплейса и регулирования в сфере маркетплейсов.
В марте 2023 года в связи с введением со стороны Wildberries новых штрафов за возвращённые товары начались протесты работников пунктов выдачи заказов Вайлдберриз и владельцев партнёрских ПВЗ. Telegram-каналы назвали их забастовкой, компания Wildberries забастовку отрицала. Конфликт заинтересовал депутатов Госдумы, Минпромторг, Генпрокуратуру, после чего были проведены переговоры и создана согласительная комиссия. Как пишет «Российская газета», маркетплейс «деактивировал 15 пунктов выдачи заказов» и «отменил 10 тыс. штрафов».
В 2023 году компания вошла в рейтинг Forbes «30 самых выгодных франшиз в России» в разделе «Инвестиции в открытие франчайзинговой точки до 1 млн рублей». Вложения в открытие — 600 тысяч рублей.
Wildberries за 2023 год получил 14,9 млрд рублей за счёт штрафов и неустоек по договорам оферты с продавцами — это на 76 % больше, чем годом ранее. Компания штрафует продавцов, например, за отказ выполнять принятый заказ.
В мае 2024 года компания объявила о начале онлайн-продаж автомобилей Lada. На первом этапе услуга будет доступна жителям Волгоградской области. В мае 2024 года Wildberries объявил о назначении Ольги Наумовой исполнительным директором компании.
17 мая 2024 года Wildberries провела размещение ЦФА на платформе Московской биржи. Сумма размещения составила 3 млрд рублей.
В ноябре 2024 года Wildberries объявила об открытии сети автозаправок на площадках своих логистических центров. Первоначально они предназначены для водителей WB и Russ, затем к сервису допустят партнёров, а впоследствии они могут стать общедоступными. В том же месяце компания запустила сервис потребительского кредитования в мобильном приложении при оформлении покупок от 30 тысяч рублей в зависимости от категории товара.
В марте 2025 года была запущена видеоплатформа Wibes. Приложение позволяет покупать и продавать товары, просматривая короткие ролики. В мае 2025 года на контентплейсе стала доступна монетизация.
В апреле 2025 года объединённая компания Wildberries & Russ запустила сервис WB Pay для оплаты на сторонних сайтах и в приложениях. Оплачивать покупки можно с помощью карт, привязанных в личном кабинете маркетплейса.
В апреле в Волгограде состоялась церемония открытия нового логистического комплекса объединённой компании Wildberries и Russ. Склад запущен одной очередью. Операционная зона комплекса оснащена современной техникой, на складе установлена автоматическая сортировочная лента, производительность которой достигает 230 000 единиц в сутки. 
В мае 2025 года объединённая компания Wildberries & Russ (ООО «РВБ») получила образовательную лицензию, позволяющую оказывать услуги в сфере дополнительного и профессионального образования, а также выдавать официальные документы об окончании обучения. Лицензия охватывает повышение квалификации, профессиональную переподготовку, обучение по рабочим профессиям, а также дополнительное образование для взрослых и детей.
В июле 2025 был запущен сервис доставки готовой еды из ресторанов. Концепция проекта строится на привлечении партнёров, ответственных за приготовление, сборку и транспортировку блюд. Сама же компания выступает как витрина для выбора различных позиций.

## Слияние с Russ
В июне 2024 года компания объявила о слиянии с крупнейшим в России оператором рекламы Russ. Целью слияния объявлено создание «нового игрока в финансовом, медийном, торгово-промышленном секторах экономики, а также в областях интернет-технологий, логистики, ретейла и рекламы». Татьяна Бакальчук займёт пост гендиректора «будущей объединённой группы компаний», а Роберт Мирзоян, глава рекламной группы, станет её главным исполнительным директором. По данным Forbes участники сделки отправили Владимиру Путину письмо с объяснением, что сделка позволит создать «сильнейшего конкурента» таким компаниям, как Amazon, Alphabet, Alibaba и SoftBank, одним из направлений проекта станет создание «крупнейшей цифровой банковской сети и платёжной системы для расчёте в рублях по всему миру, в обход SWIFT». Документ получил поддержку Путина.
В созданном совместном предприятии (ООО «РВБ») гендиректором указан Мирзоян. Зарегистрировано юрлицо по тому же адресу, где находится московский офис Russ. Учредителями юрлица выступают ООО «Вайлдберриз» (65 % компании) и основной владелец Russ — ООО «Стинн» (35 %). В середине июля ООО «Вайлдберриз» переоформило на объединённую компанию около двух десятков своих дочерних юрлиц.
По данным издания Forbes, в рамках слияния компаний, в Wildberries начались увольнения, а на места прежних сотрудников пришли люди из Russ.
23 июля 2024 года глава Чечни Рамзан Кадыров в разговоре с Владиславом Бакальчуком — мужем основательницы Wildberries Татьяны Бакальчук, — назвал «наглым рейдерским захватом» слияние группы Russ с маркетплейсом Wildberries. В ответ на это Татьяна Бакальчук в своём телеграм-канале написала, что «это не рейдерский захват, это развод».

## Показатели
По данным компании, в 2018 году оборот Wildberries вырос на 72 % до 118,7 млрд рублей, в 2019 году — на 88 %, до 223,5 млрд рублей, в 2020 году — на 96 %, до 437,2 млрд рублей, а в 2021 году — на 93 %, до 844 млрд рублей.
В 2019 году российский журнал Forbes включил основательницу компании Татьяну Бакальчук в рейтинг предпринимателей-визионеров, построивших дело с нуля и изменивших жизнь России и мира: «15 бизнесменов, изменивших представление о России». В феврале того же года стоимость компании оценивалась Forbes в 1,2 млрд долларов США (4-е место в Рунете). В 2020 году компания Boston Consulting Group включила Wildberries в рейтинг ТОП-100 международных технологических компаний — претендентов на мировое лидерство в IT наряду с Mail.ru Group, Playrix, Яндекс, Тинькофф Банком и 1С. Также компания включила приложение Wildberries в число наиболее популярных приложений по итогам 2020 года в AppStore.
Крупнейший интернет-магазин РФ по итогам 2016, 2017, 2018, 2019 и 2020 годов.
По данным Forbes, по биржевой стоимости на 2 февраля 2022 года Wildberries занимала 2 место среди 30 самых дорогих компаний Рунета. Стоимость компании оценивалась в 7,635 млрд $.
По данным исследовательской компании Admetrix, Wildberries по итогам июля-сентября 2024 года попал в тройку лидеров по объёму инвестиций в наружную рекламу (доля в общем бюджете 5,7%). За период 9 месяцев (январь-сентябрь 2024 года) — в пятёрку (2,7%). К таким результатом привело слияние маркетплейса с крупнейшим оператором наружной рекламы Russ. Примечательно, что до этого Wildberries не входил даже в десятку рейтинга. 
Работает в России, Беларуси, Казахстане, Кыргызстане, Армении, Израиле, Турции, Узбекистане и Азербайджане.

## Бизнес-модель

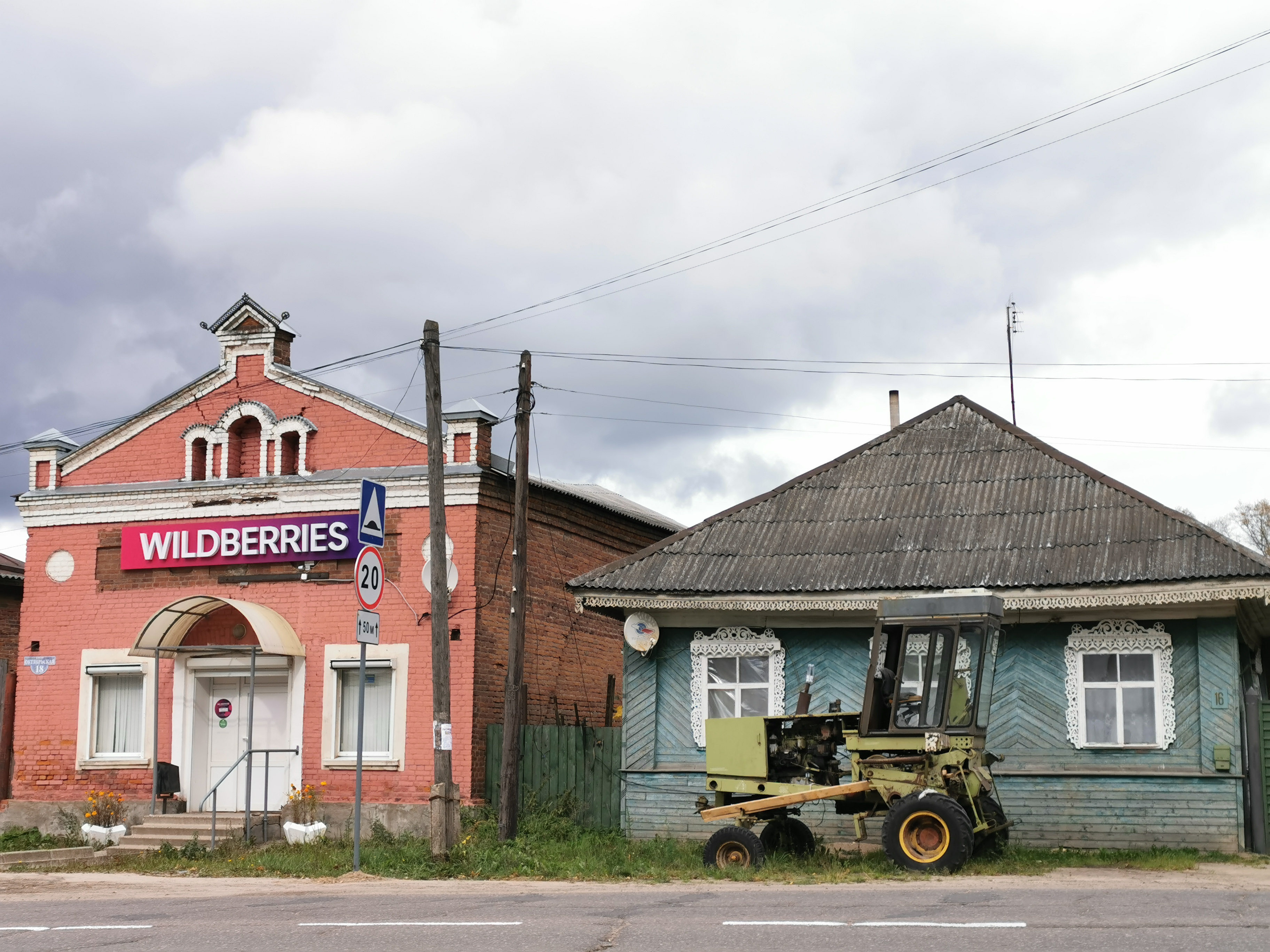
Пункт выдачи заказов Wildberries в городе Красный Холм

Бизнес-модель Wildberries характеризуют как онлайн-гипермаркет, магазин универсального формата или маркетплейс (торговая площадка с товарами компаний-партнёров). Компания напрямую сотрудничает с производителями одежды и официальными дистрибьюторами. Они самостоятельно формируют ассортимент своих товаров в интернет-магазине и розничные цены, а Wildberries зарабатывает на комиссии по итогам продаж, при этом с октября 2019 года минимальная комиссия для поставщиков составляет 15 %. В декабре 2019 года через интернет-магазин ежедневно оформлялось 750 тысяч заказов.
По форме собственности компания частная, принадлежит основателям — семье Бакальчук; не привлекает инвестиции, а развитие идёт за счёт собственных и заёмных средств. Как отмечал Forbes, Wildberries — одна из самых закрытых компаний на российском интернет-рынке: основатель и генеральный директор Татьяна Бакальчук не общается с прессой и не участвует в профильных для рынка мероприятиях (позднее, в интервью 2018 года Владислав Бакальчук заявил об активизации общения со СМИ).
В организационной структуре нет совета директоров, также невелико число руководителей отделов и подразделений: структура управления проста, его стиль описывают как демократический. В компании работают 20 тысяч человек, из них в головном офисе — около 500 (менеджеры пунктов самовывоза и курьеры также являются сотрудниками компании). Автопарк состоит из 150 машин (на март 2018 года). Доставка по России происходит из собственного логистического центра в Московской области и складов в крупных городах.

## Конфликты с сотрудниками и владельцами ПВЗ
Владельцы пунктов выдачи заказов Wildberries часто не входят в корпоративную структуру компании, а работают по модели франшизы. Периодическая смена правил их работы, осуществляемая Wildberries, приводит к конфликтам. Так, в марте 2023 года для владельцев ПВЗ в компании ввели новое правило: теперь они оплачивают 100 % стоимости вещи, если покупатель вернул её как бракованную или подменил на другую. Также маркетплейс штрафует ПВЗ, если клиенту пришёл не тот товар (например, другого цвета). Эти штрафы оспорить нельзя. 9 марта многие партнёры получили меньше положенного или и вовсе остались должны маркетплейсу. Ответом стала массовая забастовка и попытки владельцев ПВЗ физически встретиться с руководством компании.
Сначала компания отрицала сам факт конфликта, одновременно закрывая аккаунты бастующих и вывозя товары из ПВЗ, прекративших работу. Однако, благодаря широкому общественному резонансу, в ситуация вмешались Генпрокуратура, Госдума и Минтруд. В результате Wildberies пошла на компромисс с бастующими. Компания перезапустила систему внутреннего арбитража относительно спорных ситуаций и временно приостановила штрафы. В организации забастовки участвовал профсоюз Wildberries.

## Происшествия

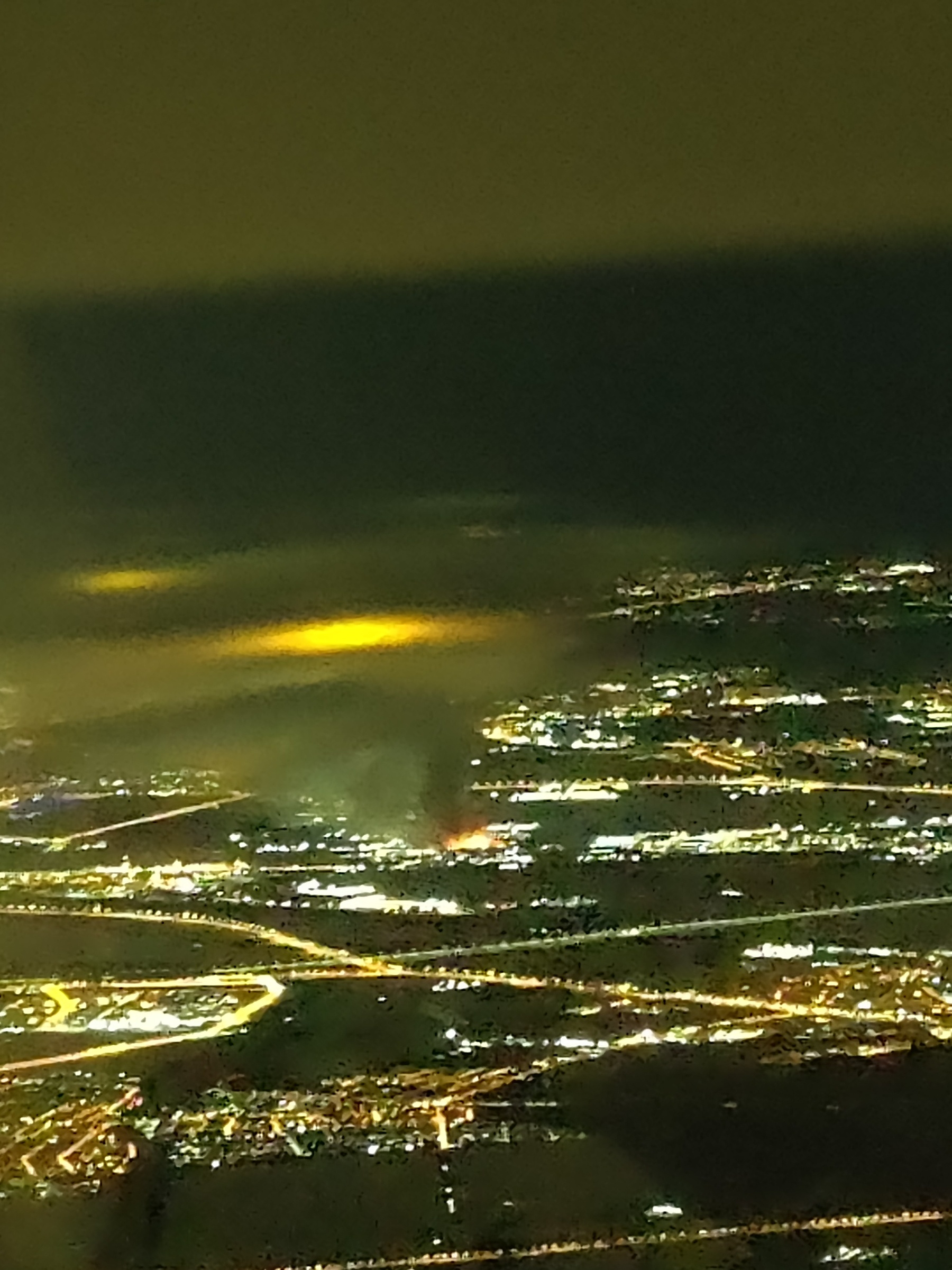
Пожар на складе, 13 января 2024

13 января 2024 года на складе компании в посёлке Шушары в Пушкинском районе Санкт-Петербурга (координаты: 59°47′01″ с. ш. 30°26′44″ в. д.) произошёл пожар наивысшего ранга сложности, площадь которого составила 70 тыс. м². Тушение пожара длилось в общей сложности 30 часов.
По предварительным оценкам, сумма ущерба от пожара составляет примерно 11 миллиардов рублей. Также сообщается, что склад работал без разрешения на ввод в эксплуатацию со стороны Госстройнадзора; за всё время работы его так и не посетила пожарная инспекция.
Взамен сгоревшего склада планируется построить новый, площадью 154 тыс. м² (в два раза крупнее прежнего). Он будет построен в посёлке Красный Бор Тосненского района Ленинградской области. Сгоревший также планируется восстановить до конца 2024 года.
В июле 2025 года Wildberries завершил реконструкцию логистического центра после пожара в январе 2024 года.

### Стрельба у офиса Wildberries в Москве
18 сентября 2024 года группа людей во главе с Владиславом Бакальчуком совершила попытку захвата офиса в Москве. В перестрелке погибло два охранника офиса Wildberries, семь человек получили ранения.

## Санкции
23 июля 2021 года президент Украины Владимир Зеленский подписал указ о введении в отношении Wildberries санкций на Украине сроком на три года. Санкции ввели против подразделений Wildberries в России, Украине, Польше, Армении, Беларуси, Кыргызстане и Казахстане. Персональные санкции введены против основательницы компании Татьяны Бакальчук, её мужа Владислава и сотрудников компании Андрея Ревяшко и Алексея Кузменко. В Wildberries заявили, что не считают, что санкции повлияют на бизнес компании, так как объёмы продаж на Украине к июлю 2021 года составляли всего 0,01 %.
Власти Украины намеревались заблокировать активы Wildberries, запретить транзит товаров через территорию Украины, препятствовать выводу из Украины капитала, технологий и прав на интеллектуальную собственность.
В апреле 2022 года, на фоне вторжения России на Украину, Бакальчук и компанию Wildberries внесла в санкционный список Польша за косвенную поддержку агрессии против Украины; отмечалось, что компания «является крупнейшим плательщиком налогов в РФ».